# MSS
A Multispectral Scanner System, röviden MSS az első Landsat műholdak multispektrális szenzora volt, amelyet a Hughes Aircraft fejlesztett ki.
Eredetileg az RBV televíziós érzékelőt szánták a Landsat műholdak fő műszerének, az MSS csak kiegészítő műszer lett volna. A gyakorlat azonban nem igazolta az alapkoncepciót,  az RBV nem volt üzembiztos és csak kevés felvételt szolgáltatott. Ezzel ellentétben a másodlagos műszernek szánt MSS által szolgáltatott adatok jól használhatónak bizonyultak. Így az MSS vált a Landsat első példányainak fő műszerévé, és a későbbiekben is ez a technológia vált meghatározóvá. A Landsat 1 1972-től 1978 januárjáig üzemelt, ez idő alatt az MSS több mint 300 ezer felvételt készített.
Az MSS tükrös rendszerű, optomechanikai elven működő letapogató volt. Négy csatornával rendelkezett, ebből három a látható fény tartományában (RGB), egy pedig a közeli infravörös tartományban (NIR). Egyszerre hat sort tapogatott le, ennek megfelelően csatornánként hat CCD volt egymás mellett. Így a négy csatornával összesen 24 CCD volt beépítve. Az elektromágneses hullámok sávok szerinti szétválasztását forgótárcsás szűrő biztosította.
A műszer terepi felbontás 56×79 m volt. A látószöge 12°, a pályamagasságnak megfelelően 185 km széles sávot volt képes pásztázni. Keresztirányban a tükör pásztázóvonala 6,82 m/µ sebességgel szaladt végig egy sávban. Az RGB érzékelők spektrális felbontása 128 intenzitásszint megkülönböztetését biztosította (7 bites rendszer), míg a NIR csatorna spektrális felbontása 64 volt (6 bites).
A Landsat 3-on az MSS egy módosított változata repült. Működési elve megegyezett a korábbival, de ez öt csatornával rendelkezett. Az RGB és NIR spektrális sávok mellett volt egy távoli infravörös tartományra (10,4–12,6 µm közötti sáv) érzékenyített CCD-je is. Ennek az érzékelőnek 240×240 m volt a terepi felbontása.